# Autumn Phillips
Autumn Patricia Phillips (født som Autumn Patricia Kelly) (født 3. maj 1978 i Montreal, Québec, Canada) var gift med Peter Phillips, der er den eneste søn af prinsesse Anne af Storbritannien og kaptajn Mark Phillips. Peter Phillips er det ældste barnebarn af dronning Elizabeth 2. af Storbritannien og Prins Philip, hertug af Edinburgh.

## Ægteskab og børn
Autumn Kelly og Peter Phillips giftede sig i 2008. De er forældre til døtrene Savannah Phillips (født 2010) og Isla Phillips (født 2012).
Parret blev separeret i 2019 og skilt i 2021.